# 377
El 377 (CCCLXXVII) fou un any comú començat en diumenge del calendari julià.

## Esdeveniments
- Batalla d'Els Salzes entre els romans i els gots.[1]
- Els perses vencen els huns i els expulsen més enllà del Caucas.